# Clã Hamilton
O Clã Hamilton é um clã escocês da região das Terras Baixas e Terras Altas, Escócia.
O atual chefe é Alexander Douglas-Hamilton, 16º Duque de Hamilton e 13º Duque de Brandon.